# CDP-diacylglycerol—inositol 3-phosphatidyltransferase
Trong enzyme học, CDP-diacylglycerol—inositol 3-phosphatidyltransferase (EC 2.7.8.11) là một enzyme xúc tác phản ứng hóa học sau
CDP-diacylglycerol + myo-inositol {\displaystyle \rightleftharpoons } CMP + phosphatidyl-1D-myo-inositol
Vì vậy, hai cơ chất của enzyme này là CDP-diacylglycerol và myo-inositol, trong khi hai sản phẩm là CMP và phosphatidyl-1D-myo-inositol.
Enzyme này thuộc về họ transferase, gồm những enzyme chuyên chuyển hóa các nhóm phosphate thay thế không đạt chuẩn. Tên hệ thống của lớp enzyme này là CDP-diacylglycerol: myo-inositol 3-phosphatidyltransferase. Những tên thông thường khác bao gồm CDP-diglyceride-inositol phosphatidyltransferase, phosphatidylinositol synthase, CDP-diacylglycerol-inositol phosphatidyltransferase, CDP-diglyceride: inositol transferase, cytidine 5'-diphospho-1,2-dinositol: my, sn-inositacyl 3-phosphatidyltransferase, CDP-DG: inositol transferase, cytidine diphosphodiglyceride-inositol phosphatidyltransferase, CDP-diacylglycerol: myo-inositol-3-phosphatidyltransferase, cytidine diphosphodiglyceride-inositol phosphatidyltransferase, CDP-diacylglycerol: myo-inositol-3-phosphatidyltransferase, CDP-diglyceride-inositol phosphatidyride- inosferase-inosferase-inosferase transferase. Enzyme này tham gia chuyển hóa glycerophospholipid và hệ thống tín hiệu phosphatidylinositol.